# Jan Hajšman
 Jan Hajšman (27. února 1882 Prusíny u Netunic – 19. dubna 1962 Praha) byl český publicista, novinář, ministerský úředník a účastník prvního, druhého i třetího odboje. Mezi lety 1918 až 1919 stál u vzniku Československé tiskové kanceláře.

## Životopis
Narodil se roku 1882 v Netunicích u Plzně. Po odchodu T. G. Masaryka do zahraničí se stal v roce 1915 členem jeho odbojové organizace "Maffie". Působil jako publicista a novinář, jádrem jeho tvorby byly především politické, životopisné a cestopisné knihy. Studium techniky nedokončil, v době první a druhé republiky pracoval jako ministerský úředník, novinář a autor cestopisů. Po vzniku Československé republiky se spolupodílel na založení Československé tiskové kanceláře. V letech 1919–1920 zastával post šéfredaktora Českého slova. Od roku 1920 pak řidil politické zpravodajství Ministerstva vnitra.
Po nacistické okupaci Československa spoluzaložil jednu z odbojových skupin ilegální organizace Politické ústředí, kde opět (jako dříve v prvním odboji Mafii) spolupracoval s Přemyslem Šámalem. Během druhé světové války strávil šest let v koncentračním táboře, což výrazně ovlivnilo jeho tvorbu.
Aktivně se angažoval i ve Třetím odboji. Pomáhal prokazatelně Bohuslavovi Horákovi (manžel Milady Horákové) v odchodu do SRN v roce 1949. Ten po aktivní pomoci a úkrytu v Praze, cestoval do západních Čech a byl ukryt „Na mrtoli“ u Netunic. Po několika dnech v úkrytu cestoval do příhraničí na Šumavsku. Odtud byl převeden do SRN.

## Dílo
- V Drápech bestie (1. vydání 1947) – přeloženo také do angličtiny. Tato kniha je detailním svědectvím o autorově pobytu v koncentračním táboře Buchenwald. Vyjevuje zde čtenářům zvrácenou hierarchii tábora, často generalizuje a odsuzuje německý národ. V této knize je velmi dobře propracovaný popis každodenního života v táboře.[7]
- Črty z cest (1921)
- Poselství Josefa Pšeničky (1924)
- O špionáži (1928)
- Mafie v rozmachu – vzpomínky na odboj doma (1933)
- Česká mafie (1934)
- Přemysl Šámal (1946)
- Kdo je (1947)